# Фархатов, Нариман Фархатович
Нариман Фархатович Фархатов (11 сентября 1981) — российский футболист.

## Карьера
Воспитанник дагестанского футбола. С 1999 по 2000 годы выступал за махачкалинское «Динамо», за который во Втором Дивизионе России провёл 30 матчей. Далее играл за азербайджанский клуб «Шахдаг» из города Куба, за который провёл 2 матча в Чемпионате Азербайджана. Далее выступал за любительский клуб «Волга» из Твери, за который дебютировал 12 августа 2001 года. В сезоне 2001/02 играл за кусарский «Шахдаг». Далее играл за бакинский «Нефтчи» с которым стал чемпионом и завоевал Кубок Азербайджана, однако в следующем сезоне вернулся в «Шахдаг».

## Достижения
«Нефтчи»
- Чемпион Азербайджана: 2003/04
- Обладатель Кубка Азербайджана: 2003/04